# 航空機地球局
航空機地球局（こうくうきちきゅうきょく）は、無線局の種別の一つである。

## 定義
電波法第6条第1項第4号ロに「航空機に開設する無線局であつて、人工衛星局の中継によつてのみ無線通信を行うもの（実験等無線局及びアマチュア無線局を除く。）」と、総務省令電波法施行規則第4条第1項第20号の7に「法第6条第1項第4号に規定する航空機地球局」と定義している。
引用の促音の表記は原文ママ、「法」は電波法のこと
また、電波法施行規則第3条第2項第2号には航空移動衛星業務を「航空機地球局と航空地球局との間又は航空機地球局相互間の衛星通信の業務」と定義している。

## 概要
インマルサット人工衛星局やMTSAT人工衛星局を介し陸上または他の航空機と通信を行う無線局である。
地球局の一種であり、航空移動業務における航空機局に相当するものでもある。
航空機の無線局でもある。
（#免許も参照）
具体的には、航空機内に設置される衛星航空電話・データ通信などの端末設備またはMTSAT航空管制設備のことである。

## 免許
外国籍の者に免許は原則として与えられないことは電波法第5条第1項に定められているが、第2項に例外が列挙され
- 第4号　航空機の無線局（航空機に開設する無線局のうち、電気通信業務を行うことを目的とするもの以外のもの（実験等無線局及びアマチュア無線局を除く。）をいう。以下同じ。）
- 第8号　電気通信業務を行うことを目的として開設する無線局

があり、外国人や外国の会社・団体でも航空機地球局を開設できる。 
種別コードはTJ。
有効期間は免許の日から5年。但し包括免許以外は当初に限り有効期限は4年をこえて5年以内の11月30日

となる。
局数
電気通信業務用航空機地球局は特定無線局として包括免許できる。
包括免許の無線局免許状に記載される指定局数とは開設可能な局数の上限である。すなわちすべてが稼動しているとは限らない。
用途
局数の推移に見る通り電気通信業務用である。一時期は航空運輸用もあった。

### 旧技術基準の機器の使用
無線設備規則のスプリアス発射等の強度の許容値に関する技術基準改正

により、旧技術基準に基づく無線設備が免許されるのは「平成29年11月30日」まで
、
使用は「平成34年11月30日」まで

とされた。
対象となるのは、
- 「平成17年11月30日」[5]までに製造された機器または認証された適合表示無線設備
- 経過措置として、旧技術基準により「平成19年11月30日」までに製造された機器[6]または認証された適合表示無線設備[7]

である。
新規免許は「平成29年12月1日」以降はできないが、使用期限はコロナ禍により「当分の間」延期された。
詳細は無線局#旧技術基準の機器の使用を参照。

## 運用
電波法第70条の3、無線局運用規則第143条第2項及びこれらに基づく告示

により、航空機地球局は、
1　航空運輸用は、その航空機が水平飛行を行っている状態において、当該航空機地球局のアンテナ仰角が、太平洋上空のインマルサット人工衛星局又はMTSAT人工衛星局に対し5度以上となる区域を航行中は常時
2　航空運輸用以外は、運用可能な時間
運用しなければならない。
電波法第70条の4、無線局運用規則第146条第5項及び第147条第4号並びにこれらに基づく告示

により、航空機地球局は、
(1)　航空運輸用は、現に通信を行っている場合で聴守することができないとき
(2)　航空運輸用以外のもの
を除き運用義務時間中は、G1D、G7D又はG7W電波1,525.0025MHzから1,558.9975MHzまでの2.5kHz間隔の周波数の電波を聴守しなければならない。

## 操作
電波法施行規則第33条に無線従事者を不要とする「簡易な操作」として規定している次の操作を除き、航空無線通信士以上の無線従事者の管理を要する。
- 第2号　航空運輸用以外の特定無線局の無線設備の通信操作及び当該無線設備の外部の転換装置で電波の質に影響を及ぼさないものの技術操作
- 第4号(3)　航空運輸用以外の特定無線局以外の無線設備の通信操作
- 第5号(6)　前号(3)のもの以外でかつ特定無線局以外で無線設備の連絡の設定及び終了（自動装置により行われるものを除く。）に関する通信操作以外の通信操作で当該無線局の無線従事者の管理の下に行うもの
- 第7号(6)　特定無線局以外で無線設備の外部の転換装置で電波の質に影響を及ぼさないものの技術操作で他の無線局の無線従事者に管理されるもので別に告示するもの
  - これに基づく告示[12]に定める14GHzを超え14.5GHz以下の周波数を使用するものであって、航空運輸用以外のもの
- 第8号　その他に別に告示するものに基づく告示[13]に定めるプレストーク方式による無線電話の送受切替装置の技術操作

上記の第2号により、衛星航空電話・データ通信などは無資格で操作できることとなり無線従事者を必要としない。
電波法施行規則第33条の2第1項第1号により、外国にある航空機地球局において無線従事者を得ることができない場合、その航空機が日本国内の目的地に到着するまでの間に次の表の左欄に掲げる国際電気通信連合憲章に規定する無線通信規則第37条の規定により外国政府が発給した証明書を有する者が、それぞれ同表の右欄に掲げる資格の無線従事者の操作の範囲に属する無線設備の操作を行うことができる。
| 無線通信士一般証明書又は第一級無線電信通信士証明書を有する者 | 第一級総合無線通信士 |
| 第二級無線電信通信士証明書を有する者                         | 第二級総合無線通信士 |
| 無線電話通信士一般証明書を有する者                           | 航空無線通信士       |

電波法施行規則第33条の2第1項第4号に基づく告示

に定める次の場合は、無線従事者でなくとも操作が行える。
1. 国際電気通信連合憲章に規定する無線通信規則第S37条の規定により外国政府の発給する証明書を有する者が第一級総合無線通信士、第二級総合無線通信士又は航空無線通信士の指揮の下に無線設備(モールス符号を送り、又は受ける無線電信を除く。)の操作を行う場合
2. 外国にある航空機地球局において、当該航空機が外国各地間を航行する間、国際電気通信連合憲章に規定する無線通信規則第S37条の規定により外国政府の発給する証明書を有する者が、総務大臣の承認を受けて無線設備の操作を行う場合

電波法施行規則第34条の2第2号により遭難通信又は緊急通信の通信操作は、無線従事者でなければ行ってはならない。

## 検査
- 落成検査は、電気通信業務用航空機地球局は登録検査等事業者等による点検が可能で、この結果に基づき一部省略することができる。
- 定期検査は、電波法施行規則別表第5号第24号により周期は1年。電気通信業務用航空機地球局は登録検査等事業者等による検査が可能で、この結果に基づき省略することができる。
- 変更検査は、落成検査と同様である。

## 沿革
1989年（平成元年）- 電波法施行規則に航空機地球局が定義、また航空地球局、航空移動衛星業務も定義
1993年（平成5年）
- 電波利用料制度化、電波法別表第6第5項の「自動車、船舶その他の移動するものに開設し、又は携帯して使用するために開設する無線局であって、人工衛星局の中継により無線通信を行うもの」が適用
- 毎年一定の告示[16]で定める日が免許の有効期限に[17]
  - 以後、免許の有効期限は免許の日から4年を超えて5年以内の11月30日までとなる。

1998年（平成10年）- 外国籍の者が電気通信事業用の航空機地球局を開設できることに
1999年（平成11年）- 航空機の無線局が、「航空機に開設する無線局のうち、電気通信業務を行うことを目的とするもの以外のもの（実験無線局及びアマチュア無線局を除く。）をいう。以下同じ。）であつて、航空法（昭和27年法律第231号）第127条ただし書の許可を受けて本邦内の各地間の航空の用に供される航空機に開設するもの」と規定され、外国籍の者が電気通信事業用以外でも一部の航空機で航空機地球局を開設できることに
引用の促音の表記は原文ママ
2004年（平成16年）- 電気通信業務用航空機地球局は包括免許できることに
- 以後、特定無線局として申請すれば免許の有効期間は5年となる。

2022年（令和4年）- 航空機の無線局の規定が現行のものとなり、外国籍の者が航空機地球局を開設できることに
| 年度                                                          | 総数 | 電気通信業務 | 航空運輸 | 出典                 | 出典                           |
| ------------------------------------------------------------- | ---- | ------------ | -------- | -------------------- | ------------------------------ |
| 平成11年度末                                                  | 78   | 78           | -        | 地域・局種別無線局数 | 平成11年度第4四半期末          |
| 平成12年度末                                                  | 84   | 84           | -        | 地域・局種別無線局数 | 平成12年度第4四半期末          |
| 平成13年度末                                                  | 83   | 83           | -        | 用途別無線局数       | H13 用途・業務・免許人・局種別 |
| 平成14年度末                                                  | 91   | 91           | -        | 用途別無線局数       | H14 用途・局種別無線局数       |
| 平成15年度末                                                  | 101  | 101          | -        | 用途別無線局数       | H15 用途・局種別無線局数       |
| 平成16年度末                                                  | 125  | 125          | -        | 用途別無線局数       | H16 用途・局種別無線局数       |
| 平成17年度末                                                  | 164  | 159          | 5        | 用途別無線局数       | H17 用途・局種別無線局数       |
| 平成18年度末                                                  | 215  | 162          | 53       | 用途別無線局数       | H18 用途・局種別無線局数       |
| 平成19年度末                                                  | 302  | 175          | 127      | 用途別無線局数       | H19 用途・局種別無線局数       |
| 平成20年度末                                                  | 347  | 179          | 169      | 用途別無線局数       | H20 用途・局種別無線局数       |
| 平成21年度末                                                  | 418  | 180          | 238      | 用途別無線局数       | H21 用途・局種別無線局数       |
| 平成22年度末                                                  | 279  | 158          | 121      | 用途別無線局数       | H22 用途・局種別無線局数       |
| 平成23年度末                                                  | 279  | 161          | 118      | 用途別無線局数       | H23 用途・局種別無線局数       |
| 平成24年度末                                                  | 330  | 193          | 137      | 用途別無線局数       | H24 用途・局種別無線局数       |
| 平成25年度末                                                  | 378  | 226          | 152      | 用途別無線局数       | H25 用途・局種別無線局数       |
| 平成26年度末                                                  | 441  | 286          | 155      | 用途別無線局数       | H26 用途・局種別無線局数       |
| 平成27年度末                                                  | 526  | 354          | 172      | 用途別無線局数       | H27 用途・局種別無線局数       |
| 平成28年度末                                                  | 661  | 472          | 189      | 用途別無線局数       | H28 用途・局種別無線局数       |
| 平成29年度末                                                  | 800  | 555          | 245      | 用途別無線局数       | H29 用途・局種別無線局数       |
| 平成30年度末                                                  | 880  | 628          | 252      | 用途別無線局数       | H30 用途・局種別無線局数       |
| 令和元年度末                                                  | 706  | 706          | -        | 用途別無線局数       | R01 用途・局種別無線局数       |
| 令和2年度末                                                   | 696  | 696          | -        | 用途別無線局数       | R02 用途・局種別無線局数       |
| 令和3年度末                                                   | 696  | 696          | -        | 用途別無線局数       | R03 用途・局種別無線局数       |
| 令和4年度末                                                   | 689  | 689          | -        | 用途別無線局数       | R04 用途・局種別無線局数       |
| 令和5年度末                                                   | 708  | 708          | -        | 用途別無線局数       | R05 用途・局種別無線局数       |
| 注 平成16年度末より特定無線局については開設局数が計上される。 |      |              |          |                      |                                |